# Софроній Врачанський
Софро́ній Врача́нський (болг. Софроний Врачански, 11 березня 1739 — 23 вересня 1813) — болгарський церковний діяч, письменник, представник Болгарського національного відродження, послідовник Паїсія Хилендарського.

## Життєпис
Походив з родини заможного торговця худобою Владиславова. Народився у 1739 році в місті Котел. При народженні отримав ім'я Стойко. Замолоду оженився на Ганці Ханджиатанасовій, мав від неї 4 дітей.
Отримав навчання у рідному місті, вивчив староболгарську та грецьку мови. Незабаром відчув потяг до церковної служби. У 1762 році був висвячений на священика. У 1765 році під час перебуванні у Пловдиві познайомився з Паїсієм Хилендарським.
З 1770 до 1775 року перебував на горі Афон. У 1792 році його було призначено священиком до містечка Карнобат. Відвідав Стамбул, Поморіє, Афон, Арбанаси. 1794 року став ченцем у Кипинівському монастирі. 7 вересня того ж року він був висвячений на єпископа Враца під іменем Софроній.
У 1797 році під час заворушень у Враці вимушений був залишити місто. Після цього мандрував північно-західною Болгарією. Зрештою наприкінці року оселився у Видині, де мешкав до 1800-го. Слідом за цим перебрався до Бухареста, де присвятив себе літературній діяльності. Помер в цьому місті у 1813 році.

## Творчість
Створив чимало оригінальних творів. Важливе місце серед них займає його автобіографія — «Житіє і страждання грішного Софронія» (1805 рік), де він намалював широку і правдиву картину життя болгарського народу, його страждань і рабського становища за часів панування османської імперії. «Житіє» Софронія було одним з найбільш самобутніх творів болгарської літератури перехідного періоду. Скориставшись старою житійною формою, він наповнив її новим змістом — створив не житіє святого великомученика, а оповідання про тяжку долю одного з багатьох, що нудяться під ярмом Османської імперії.
Твір Софронія — невимушена, в мемуарному стилі, розповідь про бачене й пережите ним самим. З глибиною і щирістю пише він про себе, про свої почуття, про свою безпорадність і труднощі «живота свого». При цьому дається широкий фон дійсності, мук його співвітчизників. Оповідання дуже часто пожвавлюється драматичними діалогами, які, органічно вплітаючися в хід розповіді, надають йому надзвичайну для того часу і стану літератури напруженість і динаміку. Софронію притаманні не тільки велика щирість, а й тонке почуття гумору та художній такт в зображенні подій.
Софроній є також автором «Нєдельніка», що стала першою друкованою книгою на новоболгарській мові (відбулося це у Бухаресті в 1806 році).
Також відомі численні переклади болгарською творів грецьких творів. Послідовниками Софронія Врачанського були Іоаким Кирчовський, Кирил Пейчинович.